# Al-Kum
Al-Kum, en arabe : الكوم, ou al-Kum, al-Muwarraq, Beit Maqdum, Humsa est un village du gouvernorat de Hébron en Palestine, situé à 13 km à l'ouest de Hébron, au sud-ouest de la Cisjordanie.
Selon le recensement du bureau central palestinien des statistiques, la localité compte une population de 1 464 habitants en 2017.